# Nicolas Welche
Pour l’article homonyme, voir Charles Welche.
Nicolas Welche est un homme politique français né le 6 février 1769 à Senones (Vosges) et décédé le 24 mai 1844 à Nancy (Meurthe-et-Moselle).

## Biographie
Avocat, il est membre du directoire de Senones en l'an III puis administrateur du département des Vosges de l'an IV à l'an VII. Rallié au Consulat, il est secrétaire général de la préfecture des Vosges de l'an VIII à 1816. Il est député des Vosges de 1816 à 1823, siégeant dans l'opposition de gauche.